# Lorenzo Quaglio

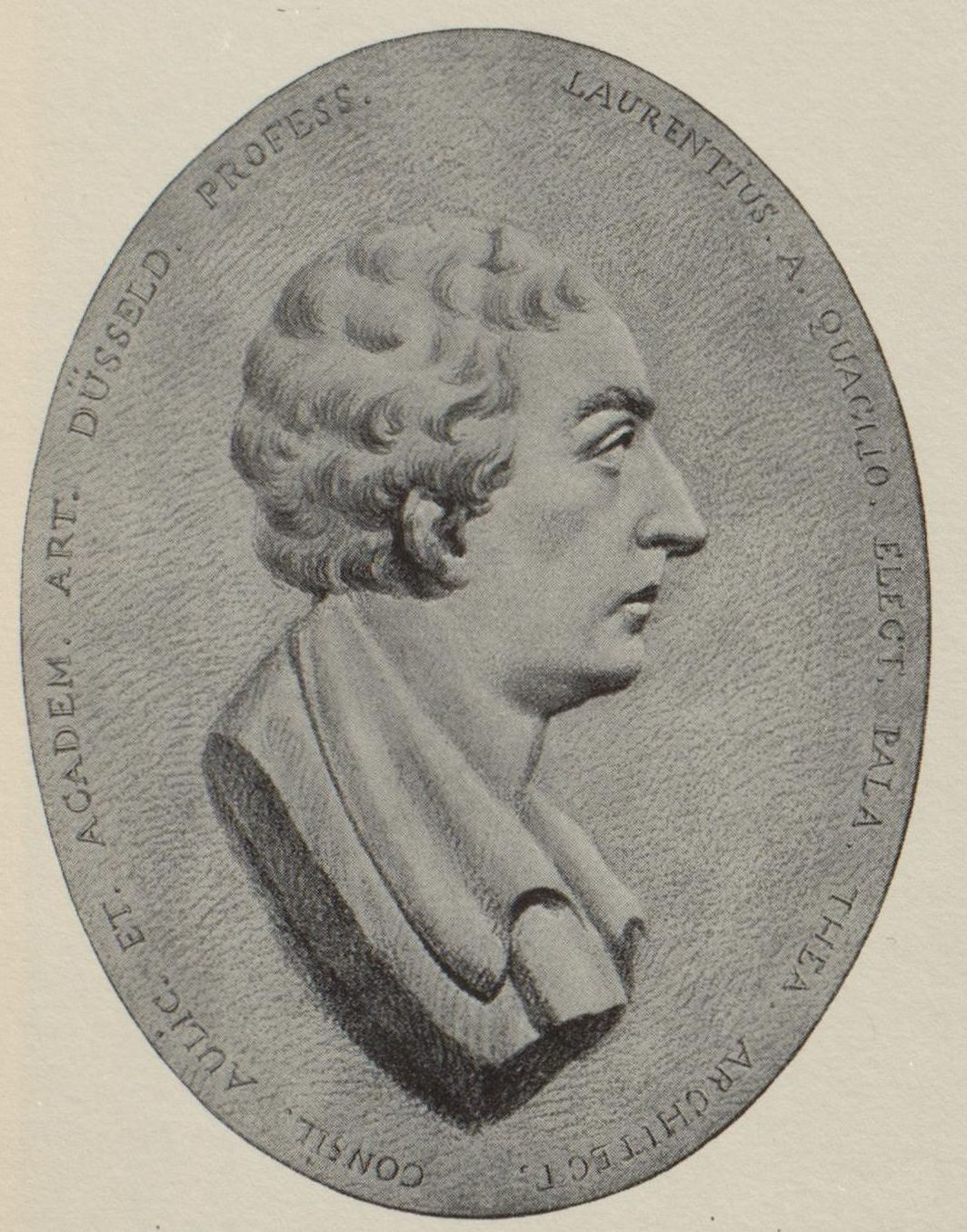
Lorenzo Quaglio

Lorenzo Quaglio (* 25. Mai 1730 in Laino; † 7. Mai 1804 in München) war ein Maler und Architekt des Barocks, der vor allem in der Kurpfalz und in Bayern tätig war.

## Leben

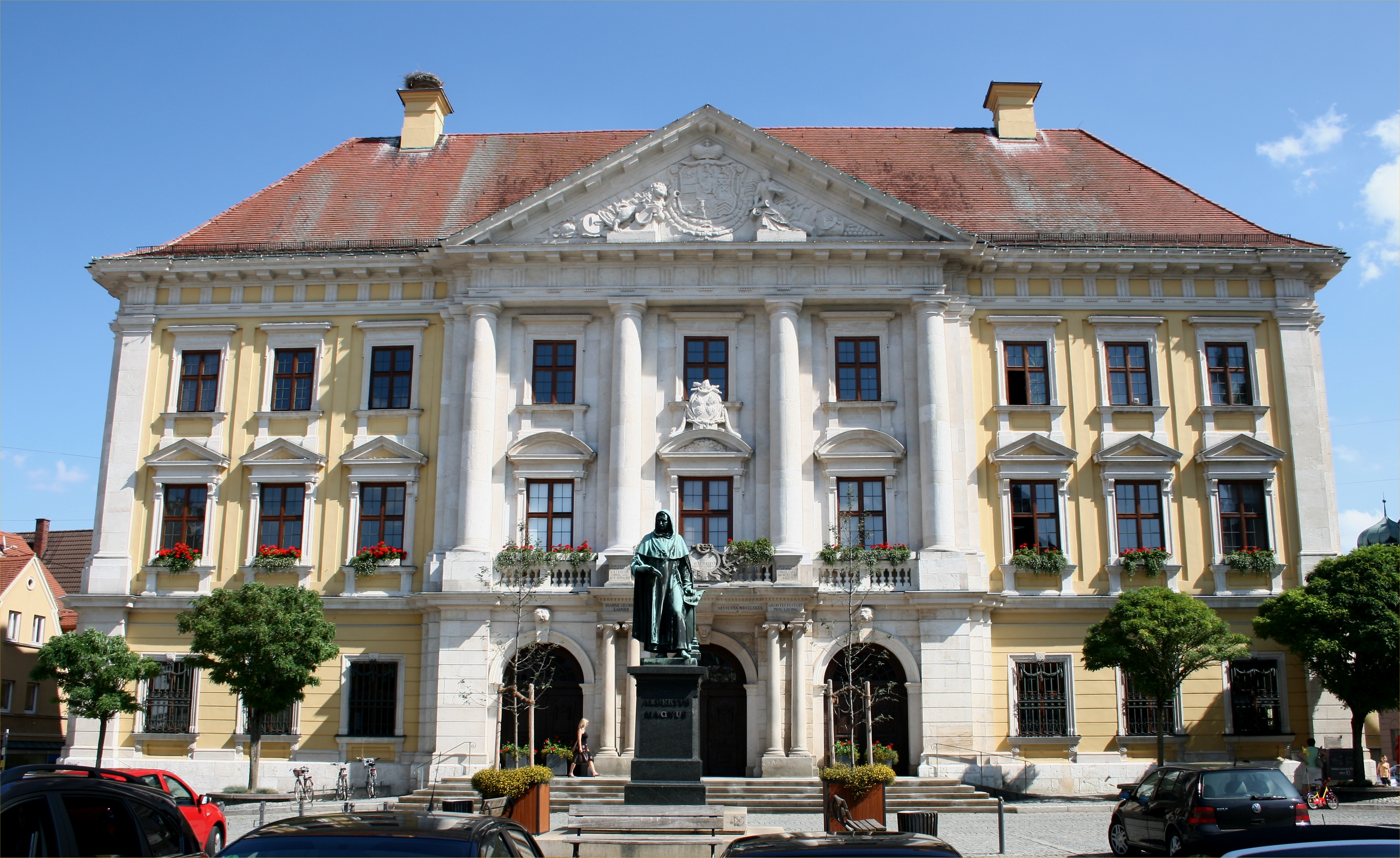
Rathaus in Lauingen

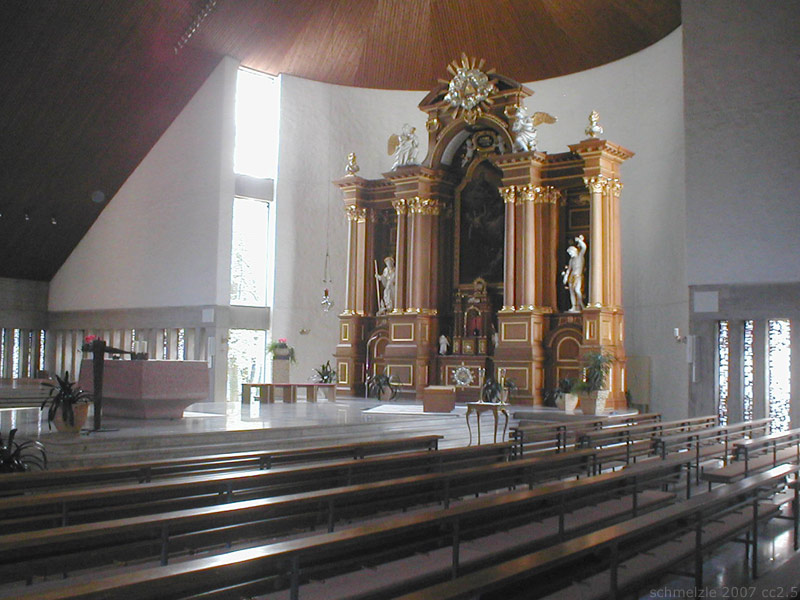
Hochaltar in St. Afra, Neckargerach

Lorenzo Quaglio lernte bei seinem Vater Giovanni Maria Quaglio (1700–1765) das Handwerk, der zwischenzeitlich nach Wien gezogen war, wo Lorenzo an der Kunstakademie studierte. Im Alter von 20 Jahren berief ihn Kurfürst Carl Theodor an den kurpfälzischen Hof nach Mannheim als Theatermaler und Architekt. Im Jahr 1758 ernannte ihn der Kurfürst zum Hofarchitekten. Im Jahr 1767 arbeitete Lorenzo Quaglio an der Vergrößerung des Opernhauses in Mannheim und 1769 wurde er als Theatermaler an die Oper in Dresden berufen. Von 1772 bis 1775 reiste Lorenzo nach Rom, Neapel und Pompeji, wo er seine Kenntnisse klassischer Kunst erweiterte. 1775/76 war er bei der Ausstattung des Theaters in Zweibrücken tätig. 
Mit dem Kurfürsten Karl Theodor kam er 1777 nach München, wo er zunächst für die Ausstattung von Opern- und Theaterinszenierungen tätig war. Im Jahr 1780 fertigte er die Entwürfe für Schloss Wain im heutigen Landkreis Biberach und im Jahr 1783 übertrug ihm der Kurfürst den Auftrag zum Entwurf des Lauinger Rathauses. Nach dem Tod von Kurfürst Carl Theodor im Jahr 1799 wurde Lorenzo Quaglio von dessen Nachfolger Maximilian I. in den Ruhestand versetzt. Seine Stelle erhielt sein Neffe Giulio Quaglio (1764–1801).
Quaglio war verschwägert mit dem königlichen Ingenieur-Geographen Johann Adolph Sommer, dem Ur-Ur-Großvater des Schriftstellers Siegfried Sommer.
In der katholischen Pfarrkirche St. Afra zu Neckargerach steht ein von ihm um 1760 entworfener Hochaltar, ursprünglich der Hauptaltar der 1839 abgerissenen Kapuzinerkirche Mannheim.